# Pluriels irréguliers en français
Certains mots ont un pluriel irrégulier en français. Généralement, les mots forment leur pluriel en ajoutant un s, mais ce n'est pas toujours le cas.

## Historique
La normalisation orthographique est très récente, postérieure à la Révolution française[réf. nécessaire], et elle doit beaucoup à l'enseignement de masse (formation d'un grand nombre de maîtres par un petit nombre d'écoles normales, normalisation requise pour les besoins de la correction des travaux des élèves, etc.). Antérieurement, le même mot supportait plusieurs formes de pluriel, y compris sous la même plume : avec un « s », un « x », parfois un « z », avec ou sans altération de la terminaison. Si le « s » s'est imposé comme règle, il subsiste des exceptions.

## Terminaisons particulières

### Mots terminés par -s, -x ou -z
Ces mots ont la même forme au pluriel qu'au singulier. Exemples : un/des bas, un/des prix, un/des gaz.

### Mots en -al
Les mots terminés en al peuvent, selon les mots, 
- 1 : suivre la forme régulière, avec un « s » final pour marquer le pluriel (« -als ») : bals, narvals, carnavals, finals, fanals, banals, etc. Mais c'est la forme la plus rare.
- 2 : faire disparaître leur « l » pour le remplacer par « ux » : les généraux amicaux. Il s'agit d'une déformation (antérieure à la fixation de l'orthographe), à partir du pluriel « -als » avec prononciation très gutturale du « a » et prononciation du « s » en même temps que du « l », le tout donnant un son proche de « a-ü » puis « o ». Par conséquent, les mots fréquemment utilisés ont été les plus sensibles à cette évolution, au point qu'elle est pratiquement considérée comme la règle. Ainsi, on trouve maintenant fréquemment « finaux ».

Les formes féminines des mêmes mots sont restées régulières (exemple : générales amicales), parce que le « e » final s'opposait à la prononciation simultanée du « l » et du « s », et donc à l'apparition de la prononciation « o ».
Cas particulier : l'adjectif « banal » est régulier dans son sens habituel (synonyme de « ordinaire ») (des objets banals) mais il dispose également d'un pluriel en « banaux » à propos de son sens d'origine, relatif au ban médiéval.

### Mots en -ail
Même cause et même effet que pour les mots en « -al ». Cependant, la prononciation mouillée opposait une résistance plus forte à la déformation de sorte que :
- 1 : la forme régulière, avec un s au pluriel, est la règle : les détails de l'affaire
- 2 : la forme déformée, traduite par un pluriel obtenu en supprimant « il » et en le remplaçant par « ux », ne concerne que quelques exceptions : aspirail, bail, corail, émail, fermail, gemmail, soupirail, travail, vantail, ventail, vitrail.
- 3 : un cas particulier, ail, dont le pluriel peut tout aussi bien être « ails » (forme régulière) que « aulx » — prononcé « o » (forme déformée).

### Mots en -ou
Les mots terminés en -ou suivent souvent la règle générale en « s » comme dans « Ces trous sont des marques de clous. » mais certains ont partiellement résisté à la normalisation orthographique et ont adopté un pluriel en « x » : bijou, caillou, chou, genou, hibou, joujou, pou et maintenant ripou.

### Mots en -eu, -eau, -au
On ajoute un « x » aux mots de cette terminaison : « Les corbeaux sont des oiseaux, mais pas les blaireaux. »  Mais bleu, pneu, feu (au sens de disparu), émeu, lieu (quand il s'agit du poisson), landau et sarrau sont des exceptions : ils prennent un « s » au pluriel.

## Particularités des mots ail, ciel, et œil
- Ail présente la particularité de pouvoir faire son pluriel de deux manières différentes : un ail, des aulx (prononcer : « ô ») est la forme traditionnelle, tandis qu'un ail, des ails s'applique normalement uniquement à la plante (au sens de « espèce du genre Allium »). La neuvième édition (1992- ) du dictionnaire de l’Académie française note cependant que le pluriel aulx est de plus en plus souvent ignoré au profit de ails, qui tend à être utilisé dans tous les cas de figure.
- Ciel a en général comme pluriel : cieux (tous les autres mots en « -el » font leur pluriel en « -els »). Toutefois, la forme pluriel ciels existe ; elle est notamment pratiquée en poésie.
- Œil fait au pluriel yeux ; c'est le pluriel français le plus irrégulier et le plus commun des irréguliers. Le pluriel œils existe dans quelques sens rares.

## Pluriels des mots d'origine étrangère
Les mots perçus comme des emprunts lexicaux peuvent toujours former leur pluriel suivant la règle de base : ajout d'un s sauf si le singulier se termine déjà par s, x ou z.
Beaucoup d'emprunts admettent également un pluriel emprunté du pluriel d'origine, qui est plus ou moins courant suivant les mots et, dans certains cas, le contexte d'emploi.
On trouve ainsi des scénarios (pluriel français) ou des scenarii (forme italianisante), le premier étant conseillé par les rectifications orthographiques de 1990.

## Prononciation des pluriels
Lorsque le pluriel est formé en ajoutant un s ou un x, ou lorsqu'il s'écrit comme le singulier, sa prononciation est en général identique au singulier. Il y a quelques exceptions :
- Os se prononce avec un o ouvert et un s au singulier ([ɔs]), mais le o est fermé et le s muet au pluriel ([o]).
- Dans œuf et bœuf, on prononce le œu mi-ouvert au singulier ([(b)œf]), tandis qu'au pluriel le œu est fermé et le f est muet ([(b)ø]).

La prononciation change bien sûr lorsqu'il y a une modification orthographique plus importante comme un « -l » qui devient « -ux ».

## Mots changeant de genre au pluriel
- Amour a un pluriel régulier (amours), mais il change généralement de genre et passe au féminin : « des amours débutantes ». La forme masculine (amours débutants) est également attestée et tend à supplanter la forme irrégulière[2].
- Délice présente la même particularité : « c'est un délice » ; « des délices appropriées »[2].
- Orgue devient généralement féminin au pluriel « quand il désigne de manière emphatique un seul instrument » (« les grandes orgues de cette cathédrale ») ; mais il reste au masculin s'il désigne plusieurs instruments[2].
- Pâques est un nom propre féminin, qui ne se rattache que de loin à cette catégorie mais qui est d'emploi assez délicat pour mériter qu'on en parle. Toujours au singulier dans la tradition juive, il est en revanche toujours au pluriel quand il désigne la fête chrétienne. L’initiale s’écrit avec une lettre capitale.